# House of Krazees
House of Krazees – amerykańska grupa hip-hopowa, powstała w Detroit, Michigan, działająca w latach 1993-1998.

## Historia

### 1993: Powstanie grupy
House of Krazees powstało w 1993 z inicjatywy Big J'a oraz E.X.P. i oryginalnie miał to być skład dwuosobowy. Przed nagraniem pierwszego albumu Big J i E.X.P. poprosili swojego przyjaciela z dzieciństwa Bryana Jonesa (The R.O.C.), by wyprodukował i gościnnie udzielił się na ich (nieposiadającym jeszcze nazwy) albumie, na co Jones się zgodził. Po skończeniu wszystkich kawałków zdali sobie sprawę, że nagrali wspólnie cały album i jego planowany "gościnny" występ zakończył się udziałem na każdym tracku. Tym samym The R.O.C. na stałe dołączył do grupy (opuszczając swój poprzedni zespół, Strength Productions).
Jako że tym czasie ekipa nie posiadała jeszcze nazwy, postanowiono użyć delikatnie zmodyfikowaną nazwę filmu z 1972 roku, "House of Crazies" na który wpadli podczas wyprawy do lokalnej wypożyczalni video. W ten sposób powstała grupa House of Krazees w składzie Big J, E.X.P. i The R.O.C.
Cały materiał na swój pierwszy album grupa nagrała w "Red House Studios", mieli jednak ograniczone fundusze, a co za tym idzie ich pierwsza EP-ka miała bardzo słabą jakość dźwięku.
W drugiej połowie 1993 członkowie grupy stwierdzili że zbliżający się październik będzie idealnym miesiącem na wydanie kasety, jednak potrzebowali do tego wytwórnie muzyczną, która by materiał wydała. Wtedy też poznali Scotta Chapmana który postanowił pomóc im stworzyć własny label, "Retro Horror Muzik", jednak w dalszym ciągu (z powodu braku pieniędzy) grupa nie była w stanie wyprodukować wystarczającej liczby kopii. W tym czasie z małą pomocą przyszedł Walter Stepanenko, którego The R.O.C. poznał w sklepie w którym pracował. Stepanenko wyłożył pieniądze na reprodukcje niewielkiej liczby sztuk, jednak z niewiadomych przyczyn zrezygnował z finansowania grupy.
W dalszych poszukiwaniach finansowego wsparcia natrafili na wytwórnie "Asylum Records" która pomogła im wyprodukować 500 sztuk EP'ki, (ograniczono nakład do 500 sztuk, ponieważ EP-ka była słabej jakości i Asylum Records uważało, że nie sprzeda się nawet kilka sztuk).
Mając wsparcie wytwórni muzycznej, House of Krazees wydali swój pierwszy album pt. "Home Sweet Home" 1 października 1993 roku.
Mając wydany legalnie album, House of Krazees mogli w końcu zacząć występy na żywo, zaczęli więc szukać kogoś, przed kim mogliby wystąpić jako support. Legendarny raper z Detroit (a tym samym inspiracja dla HOK), Esham, zaczynał w tym czasie trasę koncertową "KKKill The Fetus Tour", promującą jego najnowszą płytę "KKKill The Fetus".
Mając nadzieje na zyskanie rozgłosu, grupa postanowiła zapytać Eshama o zgodę na ich występ. Esham zgodził się i tym samym 31 października 1993 roku House of Krazees zaliczyli swój pierwszy występ na żywo. Po koncercie okazało się, że grupa zyskała świetną opinie publiczności, a nawet udało im się sprzedać niewielką liczbę egzemplarzy "Home Sweet Home".
Przez resztę roku '93 grupa zajmowała się promocją albumu, zyskując przy tym coraz większą grupę fanów.

### 1994: House of Krazees zdobywa popularność
Jako że House of Krazees nie byli w stanie sprzedać 500 sztuk "Home Sweet Home", wytwórnia Asylum Records odmówiła wydawania ich muzyki. Big J i E.X.P. postanowili zmienić dotychczasowe ksywy na Mr. Bones i Hektic.
Ponieważ EP-ka "Home Sweet Home" została możliwie maksymalnie wypromowana, w zamian zyskując niewielką grupę fanów, stwierdzono, że czas nagrać nowy album. Na początku 1994 roku HOK zaczęli nagrywać "Return Of The Mad Men", w trakcie nagrywania szukali kolejnej wytwórni która chciałaby wyprodukować i wydać ich kolejny album. W końcu, na krótko przed zakończeniem nagrywania trafili na wytwórnie "Mazz Musik", która zgodziła się sfinansować, wyprodukować i wydać ich album. Kiedy album był gotowy, "Mazz Musik" wycofała się z umowy zanim jeszcze materiał został wydany. Z tego powodu premiera "Return Of The Mad Men" została opóźniona.
Scott Chapman, który wspólnie z The R.O.C. zajął się produkcją, wyszedł z inicjatywą sfinansowania albumu, jednak ze względu na ograniczone środki byli w stanie wydać tylko 200 sztuk. Przed premierą grupa postanowiła zmienić jego nazwę na "Homebound" i w czerwcu 1994 roku płyta "Homebound" ujrzała światło dzienne jako druga EP-ka House of Krazees.
W celach promocyjnych grupa potrzebowała występów na żywo, jako że wcześniej jedynymi występami był support przed Eshamem postanowili poszukać klubów i barów które zgodziłyby się na ich koncerty. Spora część lokali zgodziła się na występy i HOK zagrali kilka koncertów, jednak liczba sprzedanych kaset ciągle pozostawała niewielka i grupa potrzebowała innego sposobu promocji.
Tak się złożyło, że Esham wydał w tym czasie nowy album "Closed Casket" i wybierał się na trasę "Closed Casket Tour". Grupa postanowiła raz jeszcze zapytać go o zgodę na ich występ, na co Esham przystał.
Po skończonej trasie mieli na koncie dużo więcej sprzedanych kopii "Homebound" oraz jeszcze większą grupę fanów, zaczęły się też plany na nagranie kolejnego, tym razem podwójnego albumu, na którym oprócz kawałków HOK znalazły by się również solowe tracki każdego z członków.
Pieniądze zarobione podczas występów z Eshamem (oraz ze sprzedaży "Homebound") zostały w większości przeznaczone na nagrywanie kolejnego albumu, podczas którego z niewiadomych przyczyn Scott Chapman został zwolniony, a głównym producentem został The R.O.C.
W czasie pracy nad nowym materiałem grupa postanowiła, że kolejny album zostanie wydany 31 października 1994 i będzie nosił nazwę "Season of the Pumpkin".
W tym samym czasie Mr. Bones planował wydać swój solowy projekt (wspólnie z jego trzema znajomymi) pod nazwą "Sons of Midnight", a ponieważ nagrali tylko 3 kawałki (plus intro/outro), całość nie zajęła im dużo czasu. Pierwsza EP-ka pt. "The Demon Inside" została wydana we własnym label Mr. Bonesa "Skeleton Records", na którą sam Mr. Bones stworzył ilustrację, natomiast produkcją całości zajął się The R.O.C.
Po raz kolejny ze względów finansowych "The Demon Inside" zostało wydane w malutkim nakładzie i pomimo występów Sons of Midnight promujących EP-kę, nie wysprzedano nawet tak niewielkiej liczby. Widząc że grupa nie ma szans na odniesienie sukcesu, Mr. Bones postanowił jej nie kontynuować.
Termin premiery nowej płyty HOK zbliżał się wielkimi krokami a House of Krazees nie mieli wystarczająco dużo materiału by wydać podwójny album tak jak to planowali, wspólnie zgodzili się więc wydać "Season Of The Pumpkin" jako longplay.
W ten sposób 31 października 1994 roku House of Krazees wydali swój trzeci album, na którym znalazło się w sumie 19 kawałków, w tym pojedynczy solowy track każdego z członków, natomiast rodukcją całości zajął się The R.O.C.
"Season Of The Pumpkin" był pierwszym w historii grupy albumem wyprodukowanym zarówno na kasecie jak i płycie CD.
By wypromować nowy album, HOK zagrali parę mniejszych koncertów sprzedając przy tym niewielką liczbę płyt. Do końca 1994 roku grupa skupiła się na promocji "Season Of The Pumpkin" (w międzyczasie udzielili się na płycie "Flipped Insanity" grupy "2 Krazy Devils") co zaczynało przynosić efekty. House of Krazees zaczęli być dobrze rozpoznawani w Detroit, jednak jeszcze daleko im było do "popularności" Kid Rocka, Eshama czy ICP.

### 1995: Latnem Intertainment
Na początku 1995 roku grupa poszukiwała menadżera, który byłby w stanie sfinansować ich pierwszy longplay.
Szukanie właściwej osoby trwało długo i mimo wielu spotkań House of Krazees nie znaleźli człowieka gotowego wyłożyć wystarczającej kwoty na porządną promocję "Season Of The Pumpkin". By zapewnić ciągły nakład płyty, wszyscy trzej członkowie próbowali chwytać się jakichkolwiek prac lub też kombinowali na różne sposoby byle tylko uzyskać wystarczającą ilość pieniędzy na dobrą promocję albumu.
W pierwszych miesiącach 1995 roku ich drogi ponownie skrzyżowały się z Walterem Stepanenko (pogodzili się z nim), który zgodził się w pełni sfinansować ich najnowszą płytę jednak tylko pod warunkiem że grupa podpisze umowę z wytwórnią muzyczną którą założył specjalnie dla nich "Latnem Intertainment", co było równoznaczne z przekazaniem wszystkich praw autorskich do nagrań i nazwy House of Krazees. Grupa jednak zgodziła się na te warunki i wkrótce potem album "Season Of The Pumpkin" został wydany ponownie z dodatkowymi dwoma kawałkami.
Reedycja płyty okazała się świetnym pomysłem ponieważ album sprzedał się w sporym nakładzie w całym Michigan, przez co grupa stała się jedną z najbardziej rozpoznawalnych w Detroit i pomimo że HOK nie pojechali w trasę koncertową z nikim znanym to ciągle grali małe koncerty na które tym razem ludzie przychodzili specjalnie by zobaczyć House of Krazees.
Grupa planowała nagrać kolejny album, (przez co Mr. Bones miał najwięcej na głowie, ponieważ w tym samym czasie pracował również nad swoją pierwszą solową płytą) postanowiono wtedy, że kolejny materiał będzie wydany jako EP-ka a nie LP, grupa przybrała też inny kierunek na płycie tworząc mniej mroczny a bardziej hip-hopowy album. Podczas prac w studio wykorzystano utwór "Lettin Ya Know" który nagrali na płytę "Flipped Insanity" w 1994 roku, (z usuniętymi zwrotkami 2 Krazy Devils, został zremasterowany i trafił na EP'ke). Znalazło się na niej też sporo dissów w stronę mniej znanych raperów, z którymi mieli beefy. W tym samym czasie Mr. Bones skończył pracę nad swoim solowym materiałem który nazwał Sacrifice i, jako że wydanie tej płyty w Latnem Intertainment równałoby się znowu z oddaniem praw autorskich w ręce Stepanenko, postanowił wydać płytę w swoim własnym nowym labelu "Brain Dead Records". Mr. Bones wydał "Sacrifice" w nakładzie 500 sztuk, sam stworzył również okładkę płyty, produkcją całości zajął się po raz kolejny The R.O.C.
W maju 1995 HOK w końcu wypuścili EP-kę zatytułowaną "Outbreed", zawierała 8 tracków, była w całości wyprodukowana przez The R.O.C. i została wydana jedynie na kasecie. W celach promocyjnych House of Krazees udali się w niewielką trasę koncertową po Michigan, była to ich pierwsza samodzielna trasa. Ciekawostką jest fakt że jako support na trasie miał wystąpić Eminem, promując swój debiutancki album "Infinite". Pomimo że podczas trasy HOK wysprzedało większość kaset z "Outbreed", dostali sporo skarg od swoich pierwszych fanów za zmianę stylu w jakim nagrywali na bardziej hip-hopowy, z tego też względu "Outbreed" sprzedawało się gorzej od poprzednich albumów.
Po skończeniu trasy grupa skupiła się na dalszym promowaniu EP'ki aż do końca roku 1995, kiedy to zaczęli nagrywać nowy materiał, tym razem jednak to The R.O.C. miał być najbardziej zajętym członkiem grupy, ponieważ zaczynał nagrywanie solowego albumu.

### 1996: Rozpowszechnienie
Podczas gdy House of Krazees byli bardzo zajęci nagrywaniem nowej płyty, The R.O.C. wykorzystywał każdą chwile wolnego czasu na tworzenie pierwszego solowego albumu, który nazwał "X-Posed". Spędzając mnóstwo czasu przy nagrywaniu obu płyt, starał się ogarnąć wszystko tak żeby oba albumy były gotowe na czas, zależało mu też na tym by "X-Posed" wyszła szybciej niż płyta House of Krazees,
mając na uwadze głównie kwestie finansowe (gdyby płyty wyszły jednocześnie, album The R.O.C. zanotowałby prawdopodobnie znikomą sprzedaż). Po wyłożeniu z własnej kieszeni dodatkowych pieniędzy The R.O.C. wydał na początku 1996 roku swój pierwszy solowy album nakładem Latnem Intertainment. Na płycie znalazło się 14 tracków, z gościnnym udziałem HOK, Mr. Bonesa, R.A.G.Z. (kuzyn The R.O.C.), oraz kilku innych mniej znanych raperów z Detroit. Dzięki niewielkiej promocji płyta zanotowała dobrą sprzedaż głównie w Detroit.
Tymczasem zbliżała się wiosna i House of Krazees kończyli nagrywanie nowego materiału pt. "Head Trauma", na którym wymieszali klimat hip-hopu z mroczniejszymi nagraniami. Na albumie (który ze względów finansowych został wydany tylko na kasecie) znalazł się kawałek "Nosferatu" który stał się hitem wśród stary i nowych fanów grupy. House of Krazees nieustannie kontynuowali promowanie materiału z "Head Trauma" zyskując rozgłos w całym stanie Michigan.
Po tym jak grupa skończyła promować album "Head Trauma", w październiku 1996 roku The R.O.C. zaproponował grupie Insane Clown Posse występ HOK jako support na ich corocznym "Hallowicked" show, na co ICP się zgodzili.
Po koncercie House of Krazees sprzedało mnóstwo kaset z "Head Trauma", zyskując przy okazji jeszcze większą rzeszę fanów wykraczającą już poza granice stanu Michigan. Niedługo potem ICP zaprosili HOK do udziału w ich trasie koncertowej "Milenko: All Up In Yo Face Tour" na co grupa oczywiście się zgodziła. Trasa ta została przełożona o kilka miesięcy ze względu na problemy jakie ICP mieli z Hollywood Records, do momentu gdy ICP podpisali nowy kontrakt z Island Records, wtedy też trasa ruszyła na nowo. Jako że HOK i ICP grali wspólnie sporo koncertów, zaczęły krążyć plotki że mogą dążyć do podpisania kontraktu z Psychopathic Records, wkrótce jednak (na początku 1997 roku) z niewiadomego powodu House of Krazees zostali ściągnięci z trasy przez Stepanenko, tym samym uniemożliwiając dokończenie im trasy. Zdarzenie to przygnębiło grupę, dla której była to świetna okazja by zyskać rozgłos w całych Stanach Zjednoczonych.

### 1997: Odejście dwóch członków House of Krazees
Gdy Insane Clown Posse kontynuowali swoją trasę, House of Krazees wrócili do Detroit bez zapłaty za występy, przy okazji marnując okazję na zyskanie ogólnonarodowego rozgłosu, jednak pomimo tych niesprzyjających okoliczności grupa sprzedała mnóstwo sztuk "Head Trauma" poza granicami Michigan co miało spore znaczenie. Po powrocie do Detroit zaczęli nagrywać kolejny album zatytułowany "Evolution". W lutym 1997 wypuścili "Collector's Edition '97 (Remix & Rewind)", kompilacyjny album wydany na kasecie, będący zbiorem najlepszych kawałków grupy, z trzema innymi wersjami starych utworów. Niedługo później grupa została poproszona o nagranie tracka na nadchodzącą kompilację undergroundowych artystów z Detroit pt. "Mob Mentallity", na co HOK się zgodzili i na potrzeby tej płyty nagrali kawałek "Ghost". Kolejnym krokiem była zmiana nazwy albumu "Evolution" na "Shit To Make Ya Ears Bleed", na który ostatecznie nagrali tylko 3 tracki "Murder, Murder, Murder,", "Ghost" i "Scare". Jakiś czas później właściciel Latnem Intertainment wydał kilka kopii "Evolution" jako "The Best Of HOK", na którym umieścił dodatkowo "Murder Murder Murder" i "Ghost".
W tym czasie Mr. Bones zaczynał pracę nad drugim solowym albumem "Something Weird", który planował wydać pod koniec 1997 roku. Plany te przerwało jednak odejście Hektica i Mr. Bonesa z wytwórni Latnem Intertainment, powodem był brak wypłaty za albumy i pracę jaką dwójka wkładała w materiał. Oboje zaproponowali odejście również The R.O.C. jednak ten odmówił, ponieważ nie chciał zostawiać tego, co pomagał tworzyć przez tyle czasu.
Po odejściu z House of Krazees obaj postanowili zmienić ksywy zostawiając w tyle przeszłość, w ten sposób Mr. Bones przybrał ksywę Jamie Madrox, natomiast Hektic zmienił na Monoxide Child. W składzie Madrox, Monoxide i Psycho C (nowy członek, który później znany będzie jako Blaze Ya Dead Homie) założyli nową grupę o nazwie I.S.I. (Infamous Superstars Incorporated), grupa nagrała kilka kawałków, po czym pokazali swoje demo Violent J'owi z ICP oraz Alexowi Abbissowi który był CEO Psychopathic Records. Oboje zgodzili się przyjąć do wytwórni Madroxa i Monoxide'a, zmienili oni wtedy nazwę na Twiztid.
W późniejszym czasie podczas nagrywania "Mostasteless" Twiztid zapytali The R.O.C. czy mogą wykorzystać kawałek "Murder, Murder, Murder" na płycie, The R.O.C. zgodził się, jednak pod warunkiem że pozdrowią go wewnątrz okładki. Z niewiadomych powodów Twiztid wycięli jego wers z kawałka, umieścili pozdrowienia tak jak chciał a później zdissowali w innych trackach.
Po tym zdarzeniu The R.O.C. stworzył nową grupę "The Howse", w skład której wchodzili: The Beast, Armageddon (A.K.A. "Mr. Vitology") oraz Miz Korona. The Howse wydali wspólnie płytę "Esphormatem" w dwóch wersjach. Później grupa została rozwiązana z niewiadomych przyczyn i The R.O.C. został sam.

### 1998: Konflikt i płyta The Night They Kame Home
W 1998 roku The R.O.C. zmienił ksywę na Sol i zaproponował by raper Skrapz (2 Krazy Devils) dołączył do niego, tworząc tym samym nowy skład House of Krazees. Wspólnie zaczęli nagrywać album który miał nosić nazwę "Season Of The Pumpkin 2", jednak ze względu na fakt że nie byliby w stanie wydać płyty 31 października (pierwsza część "Season Of The Pumpkin" została wydana 31 października) postanowili zmienić jej nazwę na "The Night They Kame Home". Płyta została wydana tylko na CD.
Na płycie jako ukryty track znalazł się wycięty wers The R.O.C. z kawałka "Murder, Murder, Murder", natomiast w outrze można usłyszeć słowa "Kill Twiztid". Zostało to odebrane przez fanów jako diss na Twiztid, jednak The R.O.C. temu zaprzeczył twierdząc że nie był to diss, a jedynie zbieg okoliczności.
W 1999 roku The R.O.C. i Skrapz opuścili Latnem Intertainment z tego samego powodu co Twiztid, przy okazji zakładając nową grupę "Halfbreed" i własny label "Virus Independent". Był to faktyczny koniec House of Krazees.

## The Majik Recordz

### Powrót House of Krazees?
Kilka lat po opuszczeniu HOK przez Mr. Bonesa i Hektica, Twiztid przypomniało fanom o swojej przeszłości wypuszczając "Cryptic Collection". Po sukcesie który odnieśli jako Twiztid, razem ze współpracownikiem Psychopathic Records, Tomem Dubem, założyli wtedy nowy, a obecnie nieistniejący już label "Majik Recordz", w którym planowali wydać cały katalog House of Krazees. Krążyły wtedy plotki że płyty zostaną wydane z wyciętymi wersami The R.O.C.
W międzyczasie Twiztid wygrali proces sądowy z byłym menadżerem Walterem Stepanenko, dzięki któremu mogli wydawać reedycje płyt House of Krazees, jednak z nietkniętymi wersami The R.O.C.
Album "Home Sweet Home" został zremasterowany i wydany po raz pierwszy na cd w 2003 roku nakładem Majik Recordz. Płytę można było dostać w zestawie z koszulką i naklejką w sklepie internetowym Twiztidshop.com. Niedługo potem album "Homebound" został wydany w takim samym zestawie jak "Home Sweet Home", z tą równicą, że tym razem nie było na niej loga Majik Records, ponieważ label został zamknięty w 2004 roku kiedy to Twiztid i Tom Dub zakończyli współpracę. Jeszcze w tym samym roku album "Season Of The Pumpkin" został zremasterowany i rozdany za darmo wszystkim którzy przybyli na drugą edycję festiwalu "Fright Fest", na płycie nie znalazło się logo żadnej wytwórni. W oryginalnym składzie (Mr. Bones, Hektic oraz The R.O.C.) grupa wystąpiła raz jeszcze, po raz ostatni podczas "Fright Fest" w 2004 roku, był to oficjalny pożegnalny koncert.
Pozostałe albumy House of Krazees: "Outbreed", "Head Trauma" i "Remix and Rewind" nie zostały wydane ponownie do dziś.
W 2010 podczas trasy "Slaughterhouse Tour" została wydana reedycja albumu Mr. Bonesa "Sacrifice" na płycie CD.
Pod koniec 2010 podczas trasy "World of Webs Tour" została wydana reedycja piątego albumu House of Krazees "Head Trauma", z limitowanymi ręcznie malowanymi (przez Twiztid) kolekcjonerskimi kartami.

## Pojednanie?

### Samhein Witch Killaz: Bloodletting
Pierwsze wzmianki o grupie "Samhein Witch Killaz" pojawiły już w 2002, kiedy na stronie Twiztid.com został zamieszczony remake klasycznego utworu House of Krazees, "Nosferatu", na tracku nie znalazł się wers nagrany przez The R.O.C. jednak zamiast tego dograne zostały dwie nowe zwrotki Mr. Bonesa i Hektica. Kolejną informacją dotyczącą SWK była wiadomość umieszczona na stronie MajikRecordz.com, według której pierwsza płyta SWK zostanie wydana 31 października 2003 roku, nakładem Majik Recordz. Z niewiadomych przyczyn jednak projekt został zawieszony.
Oryginalnie miał to być projekt członków Twiztid występujących pod ksywami z HOK i wydających materiał tylko na Halloween każdego roku. Spekulowano również, że Samhein Witch Killaz będzie składało się z wielu wykonawców, ostatecznie okazało się, że w skład grupy wchodzić mieli Twiztid, The R.O.C. oraz producent Mike E. Clark. Ze względu na ciągłe koncertowanie, nagrywanie oraz inne zobowiązania artystów zaangażowanych w SWK, pierwsza nieposiadająca tytułu płyta została przekładana mnóstwo razy, a ostatecznie doszło do tego że miejsce Mike'a E. Clarka zajął Blaze Ya Dead Homie.
Mając ustalonych członków grupy, Twiztid zaczęli promocję płyty która miała nosić nazwę "Bloodletting" i według informacji podanych wewnątrz płyty Mutant (vol. 2), będzie wydana na Halloween 2006. Tego samego roku Twiztid wydali płytę "Cryptic Collection: Halloween Edition" na której znalazły się wcześniejsze kawałki wydane na Halloween, jak również dwa nowe tracki Samhein Witch Killaz które prawdopodobnie nie weszły na album "Bloodletting". Oba kawałki ""Spiderthing" i "Nightmares" można również było ściągnąć ze strony Twiztid na Halloween tamtego roku, potwierdzono też, że grupa ma się składać z członków Twiztid, Blaze Ya Dead Homie oraz The R.O.C.
Oprócz tego na stronie pojawiła się informacja że udostępniono te kawałki by zaostrzyć apetyt fanów zanim album zostanie wydany w 2007.
Ostatnim kawałkiem nagranym przez Samhein Witch Killaz był "Inside Looking Out", który znalazł się na płycie Blaze Ya Dead Homie, "Clockwork Gray", wydanej w sierpniu 2007 roku.
W jednym z odcinków "Weekly Freekly Weekly" podano informację, że występ The R.O.C. podczas "Gathering Of The Juggalos" 2008 będzie jego ostatnim. Po imprezie, The R.O.C. przestał być członkiem Hatchet House, tym samym opóźniając na czas nieokreślony projekty Zodiac Mprint oraz Samhein Witch Killaz.
Podczas "Gathering Of The Juggalos" 2009, Twiztid oznajmili że "Samhain Witch Killaz is dead".
We wrześniu 2009 na swojej stronie Myspace, The R.O.C. ogłosił, że rezygnuje z nagrywania by poświęcić czas swojej rodzinie, jednak już w połowie roku 2010 wrzucił kolejny filmik na którym twierdzi że wraca do rapu, dając tym samym szanse na wydanie płyt Samhein Witch Killaz oraz Zodiac Mprint (nagrywanie płyty "Horrorscope" potwierdził podczas GOTJ 2010).

## Dyskografia
| Tytuł                    | Data wydania                                                           | Wytwórnia muzyczna                                  |
| ------------------------ | ---------------------------------------------------------------------- | --------------------------------------------------- |
| Home Sweet Home          | 1 października 1993                                                    | Retro Horror Muzik                                  |
| Homebound                | czerwiec 1994                                                          | Retro Horror Muzik                                  |
| Season of the Pumpkin    | 31 października 1994 (Retro Horror Muzik), 1995 (Latnem Intertainment) | Retro Horror Muzik, (reedycja) Latnem Intertainment |
| Outbreed                 | Maj 1995                                                               | Latnem Intertainment                                |
| Head Trauma              | Luty 1996                                                              | Latnem Intertainment                                |
| Collectors Edition '97   | Marzec 1997                                                            | Latnem Intertainment                                |
| The Night They Kame Home | Luty 1998                                                              | Latnem Intertainment                                |

### Mr. Bones
- The Demon Inside (1994, Skeleton Records)
- Sacrifice (1995, Brain Dead Records) (2010, Psychopathic Records)
- Something Weird (niewydany, nagrany w 1996)

### The R.O.C.
- X-Posed (1995, Latnem Records)
- The Howse Esohpromatem (1998)
- Sol 46 Wormholes (2001, Virus Independent)
- Bits & Pieces Vol. 1 (2004, The R.O.C.)
- I'm Here EP (2005, Heavy Core Musik)
- Oh Hell nO! (2006, Heavy Core Musik)
- Welcome To The Dark Side (2008, Hatchet House)
- Digital Voodoo (niewydany)

### Samhein Witch Killaz
- Nosferatu (2002, singiel internetowy)
- In the Dark (album: "Fright Fest EP 2005", 2005)
- Spiderthing i Nightmares (album: "Cryptic Collection: Halloween Edition", 2006, Psychopathic Records)
- Inside Looking Out (album: "Clockwork Gray", 2007, Psychopathic Records)
- Bloodletting (niewydany)